# Garungwiyoro
Garungwiyoro is een bestuurslaag in het regentschap Pekalongan van de provincie Midden-Java, Indonesië. Garungwiyoro telt 3019 inwoners (volkstelling 2010).